# Vuelo 7601 de Formosa Airlines
El vuelo 7601 de Formosa Airlines fue un accidente aéreo que mató a dieciséis personas el 10 de agosto de 1997 en Beigan, Islas Matsu, Fujian, Taiwán.

## Accidente
El vuelo 7601 de Formosa Airlines, un Dornier 228 despegó del aeropuerto de Taipéi Songshan a las 07:37 hora local con catorce pasajeros y dos pilotos a bordo para efectuar un vuelo al aeropuerto de Matsu Beigan. La lluvia y los fuertes vientos propiciaron que fracasase el primer intento de aterrizaje en el aeropuerto de Matsu Beigan. Durante la frustrada, el piloto viró a la derecha en lugar de hacerlo a la izquierda. El avión se estrelló y comenzó a arder tras golpear un depósito de agua militar a aproximadamente un kilómetro del aeropuerto. Las dieciséis personas que viajaban a bordo fallecieron.
Poco después del accidente, un meteorólogo local intentó suicidarse. El director de la Administración Civil de Aeronáutica, Tsai Tui, dijo que el intento de suicidio se debió a las protestas públicas por el accidente.